# Scooby-Doo: Începutul misterului
Scooby-Doo: Începutul misterului (engleză Scooby-Doo! The Mystery Begins, știut și ca Scooby-Doo 3 sau Scooby-Doo 3: The Mystery Begins) este un film de televiziune american din 2009 regizat de Brian Levant, produs de Warner Premiere și distribuit de Warner Home Video. A fost difuzat pe Cartoon Network în 13 septembrie 2009 cu ocazia a cea de-a 40-a aniversare a francizei Scooby-Doo și mai târziu a fost lansat pe DVD și Blu-ray. Este al treilea din seria de filme Scooby-Doo în acțiune pe viu, servind ca un prequel pentru cele două filme de dinainte, zicând originea lui Scooby și a echipei misterelor cum aceștia s-au întâlnit pentru prima oară și prezentând evenimentele primului lor mister împreună.
Muzica este marcată de David Newman, care a fost nominalizat la Premiile Academiei și care anterior a marcat muzică pentru filmele Scooby-Doo (2002) și Scooby-Doo 2: Monștrii dezlănțuiți (2004).
Acest film este dedicat actriței Lorena Gale, ce a murit în timpul producției.
În România acest film a fost lansat pe DVD subtitrat în română, iar în 25 august 2016 a avut premiera pe Cartoon Network.

## Premis
Ce-i apropie pe doi buni prieteni? Pentru Daphne, Velma, Fred, Shaggy și cățelul giumbușlucar al acestuia – Scooby-Doo, este un mister. Acest film ne transportă în vremea când cei 4 detectivi-adoleșcenți (plus un câine detectiv) s-au întalnit pentru prima dată. Acuzați pe nedrept c-au pus în scenă o glumă proastă cu fantome, puștii sunt exmatriculați din Colegiul Coolsville. Pentru a-și reabilita numele, se aliază apelând să rezolve misterul supranatural și produc râsete continue și aventură. O distracție specială cu prieteni speciali și efecte speciale extraordinare, transformă această poveste despre “cum a început totul” – de la simpla întâlnire a băiatului cu câinele la prima călătorie în Mașina Misterioasă – într-o cursă de zile mari.

## Voci
- Robbie Amell ca Fred Jones
- Kate Melton ca Daphne Blake
- Hayley Kiyoko ca Velma Dinkley
- Nick Palatas ca Shaggy Rogers
- Frank Welker ca Scooby-Doo
- Shawn Macdonald ca Directorul Deedle
- Garry Chalk ca Vicedirectorul Grimes
- C. Ernst Harth ca Îngrijitorul
- Lorena Gale ca Bibliotecara
- Daniel Riordan ca Spectrul